# Chuukmonark
Chuukmonark (Metabolus rugensis) är en starkt utrotningshotad fågel i familjen monarker som förekommer på en enda ö i västra Stilla havet.

## Utseende och läten
Chuukmonarken är en stor (20 cm) och praktfullt tecknad flugsnapparliknande fågel. Hanen är nästan helt vit med glansigt blåsvart på ansikte och strupe och svarta handpennespetsar. Vissa individer har ljus laxrosa eller beigefärgad anstrykning undertill. Honan är mörkt skiffergrå, de flesta dessutom med rostfärgade fläckar kvar från ungfågeldräkten. Ungfågeln är tydligt rostfärgad ovan, undertill rostbeige med ett diffust, beigefärgat ögonbrynsstreck. Fågeln saknar en egentlig sång. Bland lätena hörs människoliknande upp- och nedåtböjda visslingar och ett sorgsamt, frågande "u-waw", varefter fågeln fått sitt namn på lokalspråket.

## Utbredning och status
Fågeln placeras som ensam art i släktet Metabolus och förekommer enbart på ön Chuuk i östra Karolinerna. IUCN kategoriserar arten som starkt hotad.